# Signalflanke

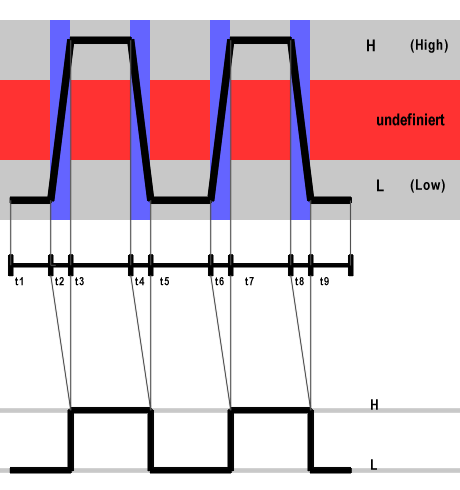
Rechtecksignal

Bei Digitalsignalen sind Signalflanken die Übergänge zwischen den Signalzuständen high (H) und low (L).
Unterschieden werden:
- steigende Flanken (Übergang L/H, [t2] und [t6])
- fallende Flanken (Übergang H/L, [t4] und [t8]).

Dabei steht:
- H für High, spannungsführend und logisch 1
- L für low, nicht spannungsführend und logisch 0.

Zahlreiche digitale Schaltglieder nutzen die Flanken als Trigger, z. B. bei Zählern und JK-Flipflops. Diese werden bedeutungsgleich als positiv oder negativ flankengetriggerte Eingänge der Bausteine bezeichnet.
Idealisiert – wie im unteren Teil der Zeichnung dargestellt – sind Flanken direkte Sprünge ohne Zeitverzug. In der Realität verschlechtert sich jedoch mit zunehmender ohmscher Belastung der Ausgänge (Fan-Out), höheren Kapazitäten oder Induktivitäten in der signalführenden Leitung die Flankensteilheit, und die Anstiegs- und Abfallzeiten nehmen zu. Bei induktiven Eigenschaften der Signalleitung oder der Last kann Überschwingen auftreten.
Für die Schaltgeschwindigkeit und Signalqualität ist die Flankensteilheit von Bedeutung, also letztlich die Zeit des Übergangs. Bei langen Schaltzeiten, die eine geringe Flankensteilheit bewirken, oder bei rauschenden Signalen kann es erforderlich werden, statt eines normalen Eingangs einen Schmitt-Trigger zu verwenden. Dabei wird das Rauschen mit der Hysterese des Eingangs des Schmitt-Trigger gefiltert.

## Anwendungen
Eine monostabile Kippstufe ist das Prinzip des Treppenhauslichts und wird zwischen Schalter und Lampen verbaut. Diese Schaltung reagiert auf die Einschaltflanke und generiert die Ausschaltflanke nach Ablauf der eingestellten Zeit. Bei nachtriggerbaren monostabilen Kippstufen wird die Ausschaltflanke um die eingestellte Zeit verzögert. In der Anwendung bedeutet dies, dass mit einem zweiten Druck auf den Lichtschalter die Zeit zum Erlöschen des Lichtes verlängert werden kann.
Der Phasendetektor als Kernstück der Phasenregelschleife erkennt Flanken, um Frequenzen und Geschwindigkeiten synchron zu den Flanken zu steuern. „Flankendemodulation“ ist eine andere Bezeichnung für Frequenzmodulation und wird mit einer rückgekoppelten Phasenregelschleife demoduliert, wobei die Zeitunterschiede zum Regeln der AFC zugeführt und als demoduliertes Signal aufbereitet werden.
In Taktsignalen werden gezielte Signalverzögerungen eingebaut, mit negativen Auswirkungen auf die Flankensteilheit, um ein mögliches Voreilen des Takts gegenüber Datensignalen zu verhindern. Dies betrifft synchrone Datenübertragung, bei der die Datensignale flankengesteuert am Taktsignal übernommen werden.